# Dasylobus kulczynskii
Dasylobus kulczynskii is een hooiwagen uit de familie echte hooiwagens (Phalangiidae).